# Spinomantis peraccae
A Spinomantis peraccae  a kétéltűek (Amphibia) osztályába és  a békák (Anura) rendjébe, az aranybékafélék (Mantellidae) családjába tartozó faj. 

## Előfordulása
Madagaszkár endemikus faja. A sziget keleti részén, 500–2000 m-es tengerszint feletti magasságban honos.

## Nevének eredete
Nevét Mario Giacinto Peracca olasz herpetológus tiszteletére kapta.

## Taxonómiai besorolása
A fajt George Albert Boulenger írta le 1896-ban, akkor a Rhacophorus nembe sorolta be. Rose Marie Antoinette Blommers-Schlösser 1978-ban a Mantidactylus nembe helyezte át. Később, 1992-ben Alain Dubois az akkor még alnemként használt Blommersia alnembe tette, majd Frank Glaw és Miguel Vences áthelyezte az akkor még alnem Spinomantis taxonba.

## Megjelenése
Közepes méretű Spinomantis faj. A hímek mérete 34–44 mm. Ez az egyetlen Spinomantis faj, melynek nincsenek feltűnő bőrredői vagy bőrkinövései. Háta általában világosbarna vagy zöldes, jellegzetes, lekerekített barna foltokkal. 
Színváltozatok: a Tsaratanana környékén megfigyelt egyedek színe inkább barna, nem kivehető mintázattal; hangjuk dallamos, fémesen hangzó. Lehetséges, hogy egy másik fajhoz tartoznak.   
Lassan áramló vízfolyásokban szaporodik.

## Természetvédelmi helyzete
A vörös lista a nem fenyegetett fajok között tartja nyilván. Számos védett területen megtalálható. Élőhelyére veszélyt jelent az erdőirtás, a mezőgazdaság, a legeltetés, a lakott települések növekedése.